# Achoerjan (plaats)
Achoerjan (Armeens: Ախուրյան) is een plaats in Armenië. Deze plaats ligt in de marzer (provincie) Sjirak. Deze plaats ligt 84 kilometer (hemelsbreed) van de Jerevan (de hoofdstad van Armenië) af. Het Statistisch Comité van Armenië meldde dat het inwonertal 7.113 bedroeg volgens de officiële volkstelling van 2011, een daling ten opzichte van 9.696 bij de volkstelling van 2001. 